# Georg Hom
Carl Georg Hom (* 27. Juni 1838 in Frankfurt am Main; † 23. Oktober 1911 in Berlin) war ein deutscher Bildnismaler.

## Leben
Hom erlernte die Malerei am Staatlichen Hochschule für Bildende Künste – Städelschule in Frankfurt am Main bei Jakob Becker. Zur Vertiefung seiner Studien besuchte er die bedeutendsten Galerien Deutschland, namentlich in Dresden, München, Kassel und Berlin. 1874 zog er von Frankfurt nach Berlin, wo er auch Professor wurde. Hom malte sowohl Porträt- als auch Genrebilder. Er war bekannt für seine Bilder mit Kerzenlichteffekt. Seine Werke zeigte er regelmäßig in Ausstellungen in Frankfurt, Berlin und München. 1906 wurde er Corpsschleifenträger der Palaio-Alsatia.
Sein Sohn Hans Hom (1877–1899) hatte das Joachimsthalsche Gymnasium besucht und studierte in Straßburg Medizin. Mit 22 Jahren starb er an Typhus.

## Werke
- Porträt von Eduard Rüppell
- Porträt von Simon Moritz Ponfick
- Porträt von Kaiserin Sissi von Österreich
- Junge Frau in einer Waldung bei Kerzenlicht
- Gute Nacht
- Mignon
- Der Liebesbrief
- Ein Geheimnis